# ヴロツワフ - ポズナン線
ヴロツワフ - ポズナン線（ポーランド語: Linia kolejowa Wroclav–Poznań）はポーランド共和国ドルヌィ・シロンスク県の中心都市ヴロツワフとヴィエルコポルスカ県の中心都市ポズナンを結ぶ、複線・電化の鉄道路線である。主要経由地はラヴィチュ、レシュノ、コシチャンである。

## 歴史
ブレスラウ（現在ヴロツワフ） - ポーゼン（現在ポズナン）間全線は1856年10月29日に上シュレジエン鉄道 （Oberschlesische Eisenbahn, OSE）により開通された。1886年7月1日付きにOSEはドイツ帝国政府の所有となった。
複線線路は1905年まで備えられた。1914年夏の当時に特急列車は一日2往復で、急行列車は一日中3往復でこの路線で走行し、所要時間はおよそ2時間20分であった。
ヴェルサイユ条約の締結により、1920年にドイツ＝ポーランド国境線はコルゼンツ駅（現在コルゼニスコ駅）とラヴィチュ駅の間に画定された。1936年当時に1日1往復の急行列車と普通列車は国境線を通過した。
第二次世界大戦の終戦後、国境線が消滅して全線はポーランド国営鉄道（略: PKP）により引き受けられた。PKPは直流3000 Vの電車線設置工事を実行して、1969年11月17日にヴロツワフ - オボルニキジロンスキエ間、1970年4月22日に残り区間は電化された。
2018年秋にラヴィチュ - チェムピニ間の現代化工事が開始された。両線路はスラブ軌道で改築されて、乗降場高さは交通弱者向けに調整される。走行速度は160 km/hに上向く予定であった。

## 運行形態
- PKM1: (ヴロツワフ - ラヴィチュ -) レシュノ - リプノノヴェ - グールカドゥホフナ - スタレボヤノヴォ - コシチャン - オボジカスタレ - チェンピニ - イウォヴィエツ - ドルジナポズナニスカ - モシナ - プシュチクーフコ - プシュチコヴォ - ルボニ - デンビエンツ - ポズナン - ポズナン東駅 - ポビェジスカ - グニェズノ - モグリノ[6]。